# Wilho Ilmari

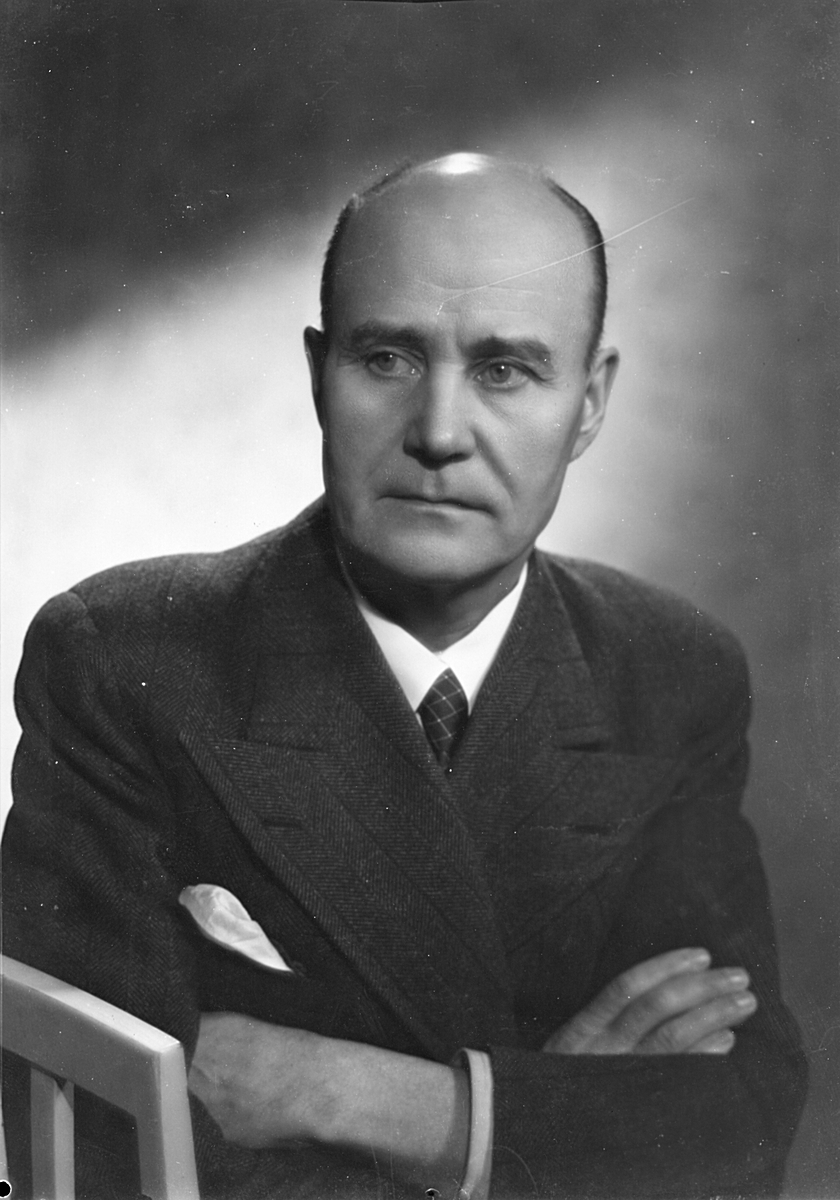
Wilho Ilmari år 1955.

Wilho Ilmari, Sundberg fram till 1925, född 24 april 1888 i Kymmene, död 18 augusti 1983 i Åbo, var en finländsk skådespelare och regissör.
Ilmari studerade vid Finlands nationalteaters skola 1908–1910 och verkade som rektor vid den nybildade Finska teaterskolan 1943–1963. Åren 1901–1961 verkade han som skådespelare och teaterregissör bland annat vid teatrarna i Helsingfors, Åbo och Tammerfors. Han var regissör vid nationalteatern 1937–1967 och tilldelades teatersällskapets titel 1951 samt professors titel 1968. Åren 1924–1955 medverkade Ilmari i 23 filmer och regisserade tio mellan 1928 och 1951. 1947 tilldelades Ilmari Pro Finlandia-medaljen.
Ilmari blev i radio känd som Kalle-Kustaa Korkki i det egna berättarprogrammet 1945–1961. Han var gift med skådespelaren Litja Ilmari 1914–1951 och därefter med skådespelaren Helena Kulovaara.